# Нововодяное (Луганская область)
Нововодя́ное (укр. Нововодяне) — село в Кременском районе Луганской области Украины, административный центр и единственный населённый пункт Нововодянского сельского совета.
Население по переписи 2001 года составляло 628 человек. Почтовый индекс — 92912. Телефонный код — 6454. Занимает площадь 2,47 км². Код КОАТУУ — 4421684501.

## Местный совет
92912, Луганська обл., Кремінський р-н, с. Нововодяне, вул. Центральна, 54 (укр.)